# 西王庄镇 (枣庄市)
西王庄乡，是中华人民共和国山東省枣庄市市中区下辖的一个乡镇级行政单位。

## 行政区划
西王庄乡下辖以下地区：
营子村、民主村、古屯村、天齐庙村、前小湾村、丁庄村、刘耀村、付刘耀村、东王庄村、高庄村、西王庄村、杨楼村、西大楼村、石羊村、西花沟村、付湾村、黄楼村和西街村。